# Hyenka hřivnatá
Hyenka hřivnatá, též hyenka hřívnatá nebo hyena cibetková (Proteles cristata) je nejmenší ze všech hyen. Obývá africké savany a živí se výhradně termity.

## Synonyma
- Proteles cristatus (Sparrman, 1783)
- Proteles lalandii I. (Geoffroy, 1824)
- Viverra cristata (Sparrman, 1783)

## Popis
- hmotnost: 9–14 kg
- délka těla: 55–80 cm
- délka ocasu: 20–30 cm
- výška v kohoutku: 45–50 cm

Hyenka hřivnatá připomíná malou hyenu žíhanou, má však špičatější čenich a větší uši. Na rozdíl od hyen má na hrudních končetinách pět prstů (hyeny jen čtyři), liší se také stavbou chrupu, její zubní vzorec je 3/3,1/1,3/2–1,1/1–2, má tedy méně třenových zubů. Všechny zuby, hlavně stoličky, jsou malé, kolíkovité a slouží k drcení hmyzích těl. Špičáky používá jen při konfrontacích s jinými hyenkami.
Hyenka je nejmenší a nejchlupatější ze všech hyenovitých šelem. Srst je žlutohnědá nebo červenohnědá s kresbou tvořenou několika svislými tmavými pruhy, čenich a uši jsou černé. Na hřbetě jsou chlupy prodloužené a tvoří hřívu, která se v rozčilení vztyčuje.

## Rozšíření a stanoviště
Hyenka hřivnatá obývá otevřené suché pláně afrických savan, pastviny i ornou půdu. Je závislá na termitech z čeledi Hodotermitidae, kteří jsou její potravou; její areál je tudíž omezený výskytem tohoto hmyzu. Hyenky tvoří dvě oddělené populace – ve východní a severní Africe od Tanzanie po Somálsko a pobřeží Rudého moře v Súdánu a Egyptě žije poddruh P. c. septentrionalis, v jižní Africe pak P. c. cristatus.

## Biologie
Hyenky jsou plaší tvorové s noční aktivitou, během dne se skrývají v rozšířených norách noháčů, hrabáčů nebo dikobrazů, i když v případě nedostatku vhodných opuštěných nor si dovedou vyhrabat svou vlastní. Na rozdíl od hyen nežije v klanech, ale jen v malých skupinkách, v párech nebo samotářsky.
Jejich hlavní potravou jsou termiti, zvláště z rodu Trinervitermes, krmí se také termity rodu Odontotermes, Macrotermes a Hodotermes. Hyenky nemají silné přední končetiny ani drápy k rozhrabávání termitišť a pojídají proto jen termity lezoucí na povrchu půdy. Termity lapá dlouhým, lepkavým jazykem a za jednu noc jich zkonzumuje až 200 000. Polohu hnízd si pamatují a mohou se k nim několikrát vracet. Během období sucha, kdy termité nejsou aktivní, ztratí až 20% tělesné hmotnosti. Kromě dřevokazů pojídají také další hmyz a jeho larvy, včetně těch, které se vyskytují na mršinách, samotné zdechliny však zřejmě nejedí. Konzumují také vejce a malé ptáky nebo savce.
K páření hyenek hřivnatých dochází zpravidla na jaře a na podzim, méně často i kdykoliv jindy během roku, velmi záleží na geografické poloze. Jsou převážně monogamní, většina samic je se páří se samci v jejich vlastním teritoriu, i když existují výjimky, a také v případě dominantních samců platí, že se nakrývá i samice v okolí. Samotný akt může trvat až čtyři hodiny.
Březost trvá 95–110 dní, tři nebo čtyři mláďata přicházejí na svět v podzemní noře. O mláďata pečují oba rodiče, samcova úloha je především ochrana nory před predátory. Asi po měsíci poprvé opouštějí noru, odstavené jsou ve čtyřech měsících, v teritoriu svých rodičů zůstanou do roka stáří. V zajetí se hyena hřivnatá může dožít až 15 let.

## Taxonomická poznámka
Hyenky se od hyen oddělily zřejmě už v miocénu, záhy po oddělení hyenovitých od cibetkovitých. Tomu odpovídá i odlišná stavba končetin a zubů a podobnost s cibetkami, která vedla ke zmatkům v taxonomickém zařazení hyenky – velmi dlouho patřila do čeledi Viverridae.

## Hyenka hřivnatá v českých zoo
Hyenka hřivnatá je potravní specialista a její chov v zajetí je proto obtížný. K začátku roku 2024 byly v Evropě pouze tři zoologické zahrady, které se chovem hyenek zabývaly. Jednou z nich je Hemsley Conservation Centre v anglickém Fairseatu. V kontinentální Evropě jsou hyenky chovány ve dvou českých zoo. V rámci společně projektu byly v roce 2023 přivezeny hyenky hřivnaté do Zoo Dvůr Králové a Zoo Zlín. Všechny chované hyenky patří k podruhu P. c. cristata. V 50. letech chovala hyenku krátce také Zoo Praha. 
V březnu 2024 se v Zoo Dvoře Králové narodila tři mláďata hyenky hřivnaté, což byl první odchov v ČR. V dubnu 2025 se tamní chov rozšířil o dalších pět mláďat. V polovině června 2025 se ve zlínské zoologické zahradě narodila tři mláďata.